# Mijat Gaćinović
Mijat Gaćinović (em sérvio, Мијат Гациновић; Novi Sad, 8 de fevereiro de 1995) é um futebolista sérvio de ascendência bósnia que joga como meia. Atualmente defende o AEK Atenas.

## Carreira
Mijat começou a carreira no Trebinje. Em 2010, acertou sua transferência para o Vojvodina. Em 2015, foi vendido ao Eintracht Frankfurt por pouco mais de um milhão de euros.

## Títulos
Vojvodina
- Copa da Sérvia: 2013–14

Eintracht Frankfurt
- Copa da Alemanha: 2017–18